# استفان آدام
استفان آدام (انگلیسی: Stéphane Adam؛ زادهٔ ۱۴ مهٔ ۱۹۶۹) بازیکن فوتبال اهل اسکاتلند است که پست مدافع برای ایست استایلینگشا و لیوینگستون بازی کرد.